# Kraken

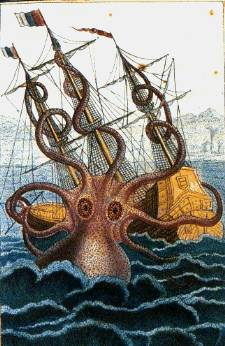
O pictură a unui kraken realizată de un artist britanic în anul 1801.

Kraken este un termen din nordica veche folosit pentru a desemna toți monștrii marini ce locuiau în apele din apropierea Scandinaviei. 
Krakenul era descris de obicei ca fiind o creatură uriașă, ca un calmar sau o Caracatiță, care este capabilă să scufunde bărci și corăbii. Savanții din ziua de azi consideră că popoarele nordice îi numeau krakeni pe calmarii uriași, care pot ajunge până la 12-15 m lungime și trăiesc în Oceanul Atlantic și în Oceanul Pacific. Dimensiunea gigantică și aspectul înspăimântător atribuit kraken-ului l-au transformat într-un monstru oceanic obișnuit în mai multe lucrări de ficțiune. El a fost descris pentru prima dată de naturalistul danez Erik Pontoppidan în 1752–1753.
Alfred Tennyson a creat un sonet denumit The Kraken care a inspirat denumirea romanului The Kraken Wakes de John Wyndham. Acest roman prezintă o invazie extraterestră, dar extratereștrii nu sunt numiți niciodată Kraken.
Cel mai mare lac de pe Titan se numește Kraken Mare.